# Ed (film, 1996)
Pour les articles homonymes, voir ED.
Pour plus de détails, voir Fiche technique et Distribution.
Ed est un film américain réalisé par Bill Couturié, sorti en 1996.

## Synopsis
Un joueur de baseball, Jack Cooper, se voit voler la vedette par un chimpanzé nommé Ed.

## Fiche technique
- Titre original : Ed
- Réalisation : Bill Couturié
- Scénario : David M. Evans d'après l'histoire écrite par Ken Richards et Janus Cercone
- Production : Rosalie Swedlin
  - Producteurs exécutifs : Bill Couturié, Brad Epstein et Bill Finnegan
- Musique : Stephen Endelman
- Photographie : Alan Caso
- Montage : Robert K. Lambert et Todd E. Miller
- Décors : Curtis A. Schnell
- Costumes : Robin Lewis-West
- Pays de production :  États-Unis
- Genre : Comédie
- Durée : 94 minutes
- Date de sortie : 
  - États-Unis : 15 mars 1996

## Distribution
- Matt LeBlanc (V.F. : Jean Lescot et V.Q. : Gilbert Lachance) : Jack 'Deuce' Cooper
- Gene Ross : Red
- Paul Hewitt : Bucky
- Sage Allen : Mère de Cooper
- Stan Ivar : Père de Cooper
- Jim O'Heir : Art
- Rick Johnson : Kurt 'Crush' Bunyon
- Valente Rodriguez (en) : Jesus Rodriquez
- Jack Warden (V.F. : Med Hondo et V.Q. : Aubert Pallascio) : Chubb
- Bill Cobbs (V.F. : Gérard Rinaldi et V.Q. : Victor Désy) : Tipton
- Leonard Kelly-Young : client (Joe)
- Jayne Brook (V.F. : Valérie Karsenti et V.Q. : Anne Bédard) : Lydia
- Patrick Kerr : Kirby
- James Caviezel (V.F. : Bruno Choël et V.Q. : Joël Legendre) : Dizzy Anderson
- Troy Evans : Bus Driver
- Jay Caputo : Ed Sullivan
- Denise Cheshire : Ed Sullivan
- Curt Kaplan : Randall 'Zonk' Cszonka
- Charlie Schlatter : Buddy
- Carl Anthony Payne II : Stats Jefferson
- Zack Ward (V.F. : Jean-Claude Corbel et V.Q. : Olivier Visentin) : Dusty Richards
- Mike McGlone (V.F. : Patrick Poivey et V.Q. : François L'Écuyer) : Oliver Barnett
- Doren Fein : Liz
- Richard Gant : Umpire, Sharks game
- Bill Capizzi (en) : Farley
- Steve Eastin : supérieur de Shark
- Philip Bruns : Clarence
- Kevin Kraft : Shortstop
- Brad Hunt : Carnie
- Mark Casella : Garde de la Sécurité
- Joe Bucaro III : Goon 1
- Noon Orsatti : Goon 2
- John-Clay Scott : Banana Truck Driver
- Jessica Pennington : Nurse Rosa Cays
- Tommy Lasorda : Lui-meme
- Mitch Ryan : Abe Woods
- Macka Foley : Umpire, Championship Game
- Michael Chieffo : Dr. Joseph Middleton

Source et légende : Version québécoise (V.Q.) sur Doublage Québec.